# Heidi Avellan
Heidi Marita Avellan [ave'lan] (uttalas avela´n), född 16 januari 1961 i Helsingfors, är finlandssvensk journalist, moderator och samtalsledare.
Heidi Avellan är pol. mag från Helsingfors universitet.

## Biografi
Under 1980-talet arbetade hon på Hufvudstadsbladet främst som näringslivsreporter  YLE (Yleisradio Oy/Rundradion AB), på tv, som ekonomiredaktör. Hon flyttade till Stockholm 1990. Under 1990-talet arbetade hon som Nordenkorrespondent för Hufvudstadsbladet och danska Politiken samt olika nordiska tidskrifter. Sedan 2005 är hon politisk chefredaktör på Sydsvenska Dagbladet som ingår i Bonnier News Local och sedan 2014 också Helsingborgs Dagblad. 
Producerat poddarna Snacket på Sydsvenskan och PK-liberalerna. 
Hon var medlem av Hufvudstadbladets och KSF-medias styrelse 2010-2019. Jurymedlem för Stora Journalistpriset 2010-2014. Styrelsemedlem Publicistklubben Södra 2020-2023. Ledamot i Utrikespolitiska Samfundet. Hedersledamot i Sydskånska Nationen 2014. 
Specialintressen, utöver svensk inrikespolitik och EU-frågor, säkerhetspolitik, urban utveckling och jämställdhet. 
Heidi Avellan är en återkommande gäst i åsiktspanelen i Godmorgon, världen! i Sveriges Radio P1. Medverkade i fredagspanelen i Nyhetsmorgon under en längre tid.  
Ljudboken Storkärrsvägen 8 – Alla talar svenska! publicerad i HBL https://www.hbl.fi/artikel/b5b5ff40-b646-4e2d-b734-d84ead61300d